# Trachelipus schwangarti
Trachelipus schwangarti là một loài chân đều trong họ Trachelipodidae. Loài này được Verhoeff miêu tả khoa học năm 1928.